# Wayward Pines
Wayward Pines é  uma série de televisão estadunidense baseada no romance Pines, de Blake Crouch. A série foi desenvolvida por Chad Hodge, dirigida por M. Night Shyamalan e teve como produtores executivos Shyamalan, Donald De Line, Hodge e Ashwin Rajan e foi transmitida pela Fox, tendo estreado em 14 de maio de 2015 e sendo exibido seu último episódio no dia 23 de julho de 2015, simultaneamente nos EUA e no Brasil.
A série foi estrelada por Ethan Burke (Matt Dillon), um agente do serviço secreto dos Estados Unidos que investiga o desaparecimento de dois agentes federais em uma pequena cidade misteriosa de Idaho. A cidade é cercada por grandes muralhas e cercas elétricas, de onde ninguém pode sair.
No dia 9 de dezembro de 2015, a Fox anunciou que a série teria uma segunda temporada, programada para o verão de 2016

## Sinopse
A história acompanha a vida do agente federal Ethan Burke. Tentando localizar dois colegas, ele chega em Wayward Pines, uma pequena e bucólica comunidade de Idaho onde nem tudo é o que parece ser. Ethan se envolve em um acidente de carro e é levado ao hospital. Ao acordar, descobre ter perdido seus documentos, seu celular e a pasta que continha arquivos importantes. Embora bem tratado, Ethan desconfia que algo estranho está acontecendo ali. Suas tentativas de ligar para sua esposa e seu filho são frustradas e ninguém parece acreditar que ele seja quem diz ser. Para piorar, a cidade está protegida por cerca elétrica que impede qualquer pessoa de entrar ou sair.

## Desenvolvimento
Wayward Pines tem como produtor executivo Chad Hodge juntamente com M. Night Shyamalan, Donald De Line e Ashwin Rajan. O episódio piloto foi escrito por Hodge e dirigido por Shyamalan.
A série foi anunciada oficialmente em maio de 2013 com uma ordem de 10 episódios, em 12 de maio de 2014, a Fox anunciou que a série vai estrear em 2015. As filmagens ocorreram entre agosto de 2013 e fevereiro de 2014 em Burnaby (interiores) e Agassiz (exteriores), na Colúmbia Britânica.

## Transmissão
A série tem sido transmitida na Fox no Reino Unido. Ele irá ao ar no FX da Austrália. A série estreou simultaneamente em mais de 126 países, sendo um dos maiores lançamentos de data e dia do mundo para uma série roteirizada. No Brasil, a série vai ao ar pela Fox e também em Portugal pelo mesmo canal.
A segunda temporada Iniciou a ser transmitida em 26, de maio de 2016, o qual esta sendo transmitida apenas nos Estados Unidos.

## Elenco

### Principal
- Matt Dillon como o Agente dos Serviços Secretos Ethan Burke[14]
- Carla Gugino como Kate Hewson, uma dos agentes desaparecidos e um dos amores de Ethan[14]
- Toby Jones como Dr. Jenkins, um psiquiatra do Hospital de Wayward Pines[14]
- Shannyn Sossamon como Theresa Burke, esposa de Ethan[14]
- Reed Diamond como Harold Ballinger, um fabricante de brinquedos
- Tim Griffin como Adam Hassler, o chefe de Ethan
- Charlie Tahan como Ben Burke, filho de Ethan e Theresa
- Juliette Lewis como Beverly, uma garçonete que faz um vínculo com Ethan[14]
- Melissa Leo como Pam, uma enfermeira do Hospital de Wayward Pines[14]
- Terrence Howard como o xerife Arnold Pope[14]

### Recorrente
- Siobhan Fallon Hogan como Arlene Moran, assistente do xerife Pope
- Sarah Jeffery como Amy, amiga de Ben
- Hope Davis como Megan Fisher
- Justin Kirk como Peter McCall

## Episódios
| # | #  | Título                                            | Director(es)       | Escritor(es)    | Exibição original   | Produção | Audiência |
| --- | -- | ------------------------------------------------- | ------------------ | --------------- | ------------------- | -------- | --------- |
| 1 | 1  | "Where Paradise Is Home"                          | M. Night Shyamalan | Chad Hodge      | 14 de maio de 2015  | YJU101   | 3,76      |
| Ethan Burke, agente dos Serviços Secretos dos Estados Unidos, desperta ferido de um acidente de carro nos arredores de Wayward Pines, Idaho. Depois de entrar na cidade e desmaiar ao entrar num café, Ethan recorda então que estava dirigindo com o agente Stallings, à procura da agente Hewson e do agente Evans, quando ocorreu o acidente. Beverly, uma empregada de bar, dá-lhe um bilhete com um onde ele encontra o cadáver em decomposição do agente Evans, que exibe sinais de tortura. Relata isso ao xerife Pope, que parece desinteressado. Ele tem uma consulta com o psiquiatra local, Dr. Jenkins, que sugere uma cirurgia para ajudar a condição de Ethan e Beverly ajuda-o a escapar, combalido. Em Seattle, o Dr. Jenkins reúne-se com o chefe de Ethan e diz que tudo está indo como combinado; e a esposa de Ethan, Theresa, se pergunta se ele fugiu Kate Hewson, que já tiveram um caso amoroso. Burke encontra Kate em Wayward Pines e interroga-a, mas ela alega que está na cidade há já 12 anos, embora Ethan diga que estiveram juntos qpenas duas semanas antes. Burke rouba um carro para sair da cidade, mas o xerife Pope segue Burke e diz-lhe que não há maneira de sair da cidade.                                             |    |                                                   |                    |                 |                     |          |           |
| 2 | 2  | "Don't Discuss Your Life Before"                  | Charlotte Sieling  | Chad Hodge      | 21 de maio de 2015  | YJU102   | 4,59      |
| O xerife Pope ordena Ethan a ficar no quarto de hotel enquanto a morte do agente Evans é investigada, mas ele vai ao necrotério para inspecionar a roupa de Evans para encontrar um diário com um mapa da área. Ele também descobre que Evans era casado e fala com a viúva, que afirma que o ele se matou na frente dela. Ethan inspeciona o mapa para encontrar uma maneira de passar a cerca e ele e Beverly planejam fugir após a remoção de dispositivos de localização implantados neles. Antes de escaparem, eles vão a um jantar com Kate e seu marido. Lá, Beverly quebra uma das regras da cidade e discute o seu passado antes de chegar na cidade. Isso assusta-a, e ela sai abruptamente da sala e Kate fica suspeitada. Ethan e Beverly se separam, e ela é pega e executada publicamente pelo Pope. Enquanto isso, Theresa e Ben vão para Idaho para encontrar Ethan. |    |                                                   |                    |                 |                     |          |           |
| 3 | 3  | "Our Town, Our Law"                               | Zal Batmanglij     | Chad Hodge      | 28 de maio de 2015  | YJU103   | 3,97      |
| Kate avisa Ethan que ele recebeu uma rara segunda chance após a execução de Beverly. Theresa e Ben vão para Wayward Pines, mas o Pope os para no caminho. Durante a tentativa de fuga, Ethan encontra uma garagem com o carro de Theresa. Papa encontra e droga Ethan, que mais tarde acorda no hospital. Antes de Ethan pode explicar o que está acontecendo a Theresa, ele encontra Kate na floresta, onde ela explica que tentou escapar por anos, mas a única maneira de sobreviver é "jogando o jogo". Ben vê Ethan e Kate e juntos e vai contar A Theresa. Theresa e Ben tentam sair da cidade, mas Pope os para. Ethan os defende, eventualmente matando Pope com sua própria arma. Ethan abre um portão na cerca de segurança com controle remoto de Pope, mas antes que os Burkes conseguissem sair, alguma coisa entra e arrasta o corpo do Pope para além da cerca. Ouvindo gritos de bestas, Ethan fecha o portão. |    |                                                   |                    |                 |                     |          |           |
| 4 | 4  | "One of Our Senior Realtors Has Chosen to Retire" | James Foley        | Steven Levenson | 4 de junho de 2015  | YJU104   | 4,20      |
| Ethan explica tudo o que sabe sobre Wayward Pines para Theresa, e eles cononrdam em fingir ser a "família feliz" até Ethan poder investigar. Ethan fica sabendo atrvés do prefeito Brad Fisher que ele foi nomeado como xerife. Jogando o jogo da cidade, Ethan depois encontra arquivos escondidos dos residentes da cidade, que incluia informações sobre suas vidas antigas. Ben é bem-vindo na Academia de Wayward Pines (Wayward Pines Academy) pela sua professora Megan Fisher, a esposa do prefeito, quem Ethan ficou sabendo que era uma hipnoterapeuta. Pam e Ethan se enfrentam sobre o realtor "insurgente" Peter McCall; dito por um telefonema estranho, Peter teria que ter um acerto de contas, Ethan, ao invés de fazer o que era de ser feito, levou o homem para a cerca na esperança de escondê-lo. Peter indica a escalada da montanha como a única saída da cidade. Sabendo que Ethan precisa fazer executá-lo para resolver o mistério de Wayward Pines, Peter se joga na cerca, se eletrocutando. Mais tarde, Ethan começa a escalar a montanha para escapar e pedir ajuda, mas uma figura misteriosa aguarda no topo. |    |                                                   |                    |                 |                     |          |           |
| 5 | 5  | "The Truth"                                       | ASA                | ASA             | 11 de junho de 2015 |          | ASD       |
| Ethan é cortado e perseguido por predadores humanóides violentos como ele faz o seu caminho através da floresta em direção de Boise. Durante sua orientação na Academia, Ben aprende algumas verdades sobre rebelde pinheiros: os seres humanos evoluíram em "abbies" (aberrações), o resultado de uma série de mutações genéticas e agora são carnívoros ferozes que dominam uma terra desperdiçada no ano 4028. Os cidadão-abduzidos de Wayward pinheiros foram mantidos em câmaras de hibernação há mais de dois mil anos antes de ser acordado na cidade, que é essencialmente uma arca para re-introduzir e proteger a raça humana para garantir seu futuro. Diretor Fisher diz os alunos que não podem revelar essa verdade para seus pais. Ethan se apossa das antigas ruínas de Boise. Um helicóptero chega com Dr. Jenkins, que se apresenta como David Pilcher, criador de pinheiros retrógrados. Ele explica que a cidade é o único santuário da humanidade. |    |                                                   |                    |                 |                     |          |           |
| 6 | 6  | "Choices"                                         | Jeff T. Thomas     | ASA             | 25 de junho de 2015 |          | ASD       |
| Dr. Pilcher leva Ethan para centro de controle secreto da cidade e ele conta a história de pinheiros retrógrados. Na década de 1990 Pilcher descobriu o gene mutante e previu a vinda do abbies, mas a comunidade científica evita-o. Enquanto ele era capaz de recrutar um número de voluntários para seu projeto, a maior parte dos participantes foram raptadas. Mantendo todos cryochambers por mais de 2000 anos, Pilcher e seus associados mais próximos (incluindo o Pam) despertaram em 4014 achar que eles eram os últimos humanos restantes. As pessoas da cidade iniciais acordado — "Grupo A" — disseram a verdade sobre o mundo exterior Wayward Pines. Incapaz de lidar com a verdade, todos eles pereceram, suicídio, anarquia violenta ou por vítima escapa e caindo para o abbies. Os adultos da atual "grupo B" não disseram a verdade, mas Pilcher está ciente de que uma facção secreta estão descontentes e planejamento para romper a parede. Pilcher despertado Ethan para impor a ordem sobre pinheiros retrógrados. Ethan está disposto, mas apenas em seus termos. Enquanto isso os Ballingers está construindo uma bomba como parte do plano para a finalmente.                                                                         |    |                                                   |                    |                 |                     |          |           |
| 7 | 7  | "Betrayal"                                        | ASA                | ASA             | 2 de julho de 2015  |          | ASD       |
| Theresa acha que algo nefasto tem sido feito para Ethan quando ele diz a ela que é o ano 4028. Ele encontra uma bomba em seu veículo e começa a investigar a conspiração. Theresa investiga Plot #33 e descobre que uma estrutura metálica encontra-se abaixo o lote vazio. Ethan descobre que um antigo um perito em explosivos, Franklin Dobbs, plantou a bomba e logo descobre que Harold está envolvido com o grupo secreto. Ele corretamente surmises que Kate é o líder do grupo. Kate acha que a história do Ethan aquilo que está além da cerca é o resultado da lavagem cerebral, dizendo que Theresa ela recebeu um telefonema de Hassler dentro sua primeira semana em rebelde Pines. Kate levantam o plano do grupo de explosão através da parede para aquela noite. Ethan intercepta Kate e seus cúmplices em cima da muro, antes de eles ter sucesso, mas logo percebe que há uma outra bomba que está indo para a vedação em um caminhão de entrega. Ele está em perseguição quando a bomba — inadvertidamente armados por Amy — detona cedo, deixando ferida de Amy e Ben sangrento e inconsciente. |    |                                                   |                    |                 |                     |          |           |
| 8 | 8  | "The Friendliest Place on Earth"                  | ASA                | ASA             | 9 de julho de 2015  |          | ASD       |
| Na sequência da explosão, Ben é hospitalizado e Ethan e Pilcher tentam localizar os membros restantes da conspiração. Suspeitar que alguém da sua equipe de vigilância é ajudar os rebeldes, Pilcher tarefas Pam para investigar. Dr. Fisher diz Ben um despertado que Ethan tinha o bombardeiro sob custódia, mas deixá-lo ir porque ele é o marido de Kate Harold. Ethan confronta uma Kate encarcerada, que se recusa a cooperar com a investigação. Harold e Alan roubam um caminhão de lixo para a vedação de ram, mas Harold fica para trás para Kate. Alan torna para o outro lado da cerca com o corpo de um companheiro conspirador ele pretende enterrar, mas os dois são imediatamente atacados por abbies. |    |                                                   |                    |                 |                     |          |           |
| 9 | 9  | "A Reckoning"                                     | ASA                | ASA             | 16 de julho de 2015 |          | ASD       |
| Ethan chega em cima da muro na hora de parar três abbies de violar o. Ele convence Harold para lhe dar os nomes dos restantes 14 conspiradores, mas Ethan logo descobre que eles têm todos removidos seus chips de rastreamento e ido fora da grade. Três jovens da "Classe um do the Academy", liderada por Jason Higgins, invadir a cadeia querendo acho que Kate, Harold, Franklin e outros dois. Eles inicialmente são frustrados por Arlene, mas retornam mais tarde e Jason executa todas exceto Kate, que sobrevive apenas quando Ethan chega para atirar o seu agressor. Enquanto isso, Theresa solicitado por uma Pam em conflito, foi aplicado o sistema de túneis sob Plot #33 e encontra um vídeo de Hassler, fazendo um relatório das ruínas de San Francisco no ano 4020, que ela mostra de Ethan e Kate. Ethan diz Pilcher que ele agora acredita que ele deve contar a Kate e insiste em que toda a cidade seja lá. Em vez disso, Ethan conta toda a verdade sobre Pilcher e pinheiros retrógrados. Observando, Pilcher corta a energia da cidade — incluindo a cerca. |    |                                                   |                    |                 |                     |          |           |
| 10 | 10 | "Cycle"                                           | ASA                | ASA             | 23 de julho de 2015 |          | ASD       |
| Escores de aberrações violação do perímetro do Wayward Pines. Aprender o que tem feito Pilcher, Ethan e Kate direto os cidadãos reunidos para o bunker sob lote 33, mas não antes dos abbies começam a chegar e matar todos eles podem. Jason, ainda se recuperando de ser baleado por Ethan, chefes de segurança em outro bunker com membros de uma classe. Objetos de Pam, a intenção do Pilcher para limpar a cidade e começar de novo com "Grupo C", então ele tem la recongelado contra ela serão. As pessoas da cidade fugir através de um túnel do bunker para a complexa, com abbies em perseguição de montanha. Os voluntários, prestes a ser recongelado pela força de segurança do Pilcher, rebelam e despertar a Pam que mata Pilcher. Com o cofre de sobreviventes (incluindo Theresa e Ben) no complexo, Ethan se sacrifica para parar o resto da abbies. Ben está ferido e acorda no hospital; é três anos mais tarde e Amy, agora, uma enfermeira, lhe diz que "eles" estão a ouvir. Jason e uma classe tomaram o controle de pinheiros retrógrados e congelado a maioria dos adultos. Como Ben anda pela cidade, descobre que Jason tornou-se o xerife — e corpos são amarrados em postes de iluminação tendo sinais dizendo "Não tente a deixe". |    |                                                   |                    |                 |                     |          |           |
| 11 | 1  | "Enemy Lines""                                    | ASA                | ASA             | 25 de maio de 2016  |          | ASD       |
| Agora é 4032, e duas facções distintas surgiram no Wayward Pines: a liderança oficial de Jason Higgins e a primeira geração (auxiliado por Megan Fisher) que usam todos os meios necessários para manter a visão original de Pilcher, e um grupo de rebeldes subterrâneos liderados por Ben Burke trabalhando para minar a regra de ferro mão da primeira geração. Mais de 2000 anos atrás, no Havaí, Arnold Papa compartilha uma visão com o Dr. Theo Yedlin, um cirurgião bem sucedido, dizendo Yedlin pode "ajudar mil pessoas". Yedlin é despertada em Wayward Pines, desorientado, e é contada por Higgins e seu assessor de Kerry Campbell que ele é parte de um experimento do governo. Pedem-lhe para operar em uma "pessoa muito importante", que é mostrado para ser Kate Hewson. Enquanto a operação for bem sucedida, Kate toma sua própria vida depois de uma discussão com Megan. Theo, em seguida, testemunhas da execução pública de membros do grupo de Ben, e vê sua esposa, Rebecca, no meio da multidão. Ben e Xander se entregarem para parar mais mortes, e eles são jogados em um caminhão com Theo. O veículo é enviada para o outro lado da barreira, em que o grupo agora tem que lidar com Abbies que se aproximam..                    |    |                                                   |                    |                 |                     |          |           |

## Recepção da crítica
Wayward Pines recebeu críticas favoráveis de críticos. No Rotten Tomatoes, a primeira temporada possui um índice de 83%, baseado em 41 comentários. O consenso crítico do site escreveu: "Esquisito e estranho da melhor maneira possível, Wayward Pines é um retorno bem-vindo ao formulário de M. Night Shyamalan  [sic]." No Metacritic, a primeira temporada tem uma pontuação de 66 em 100, baseado em 34 críticas, indicando "críticas favoráveis".